# Orienticius
Orienticius Prószynski, 2016 è un genere di ragni appartenente alla famiglia Salticidae.

## Distribuzione
Le 2 specie sono state reperite in Russia (dalla Siberia meridionale all'Estremo Oriente), Cina, Giappone e Corea.

## Tassonomia
Per la descrizione delle caratteristiche di questo genere sono stati esaminati gli esemplari tipo di Attus vulpes Grube, 1861.
Non sono stati esaminati esemplari di questo genere dal 2020.
Attualmente, a febbraio 2022, si compone di 2 specie:
- Orienticius chinensis (Logunov, 1995) — Cina
- Orienticius vulpes (Grube, 1861)[2] — Russia (dalla Siberia meridionale all'Estremo Oriente), Cina, Giappone e Corea

### Sinonimi
- Orienticius breviaculeis Bösenberg & Strand, 1906; posta in sinonimia con O. vulpes a seguito di un lavoro di Prószyński del 1987[1].
- Orienticius lambdasignatus Bösenberg & Strand, 1906; posta in sinonimia con O. vulpes a seguito di un lavoro di Yaginuma (1970d)[1].
- Orienticius orientalis Kulczyński, 1895; posta in sinonimia con O. vulpes a seguito di un lavoro di Prószyński (1971c)[1].
- Orienticius undulatovittatus Bösenberg & Strand, 1906; posta in sinonimia con O. vulpes a seguito di un lavoro di Bohdanowicz & Prószyński del 1987[1].